# Gestione del capitale umano
La gestione del capitale umano (in inglese: Human Capital Management Service) nell'ambito delle risorse umane, indica una serie di interventi di pianificazione, formazione e valutazione del personale, basati su strumenti e tecniche di lavoro utili ad analizzare i comportamenti, le personalità e le caratteristiche relazionali degli individui nel contesto lavorativo.
Esempi di intervento comprendono
- Management assessment: valutazione delle competenze delle risorse rispetto a uno specifico ruolo aziendale, anche attraverso l'utilizzo di test psicologici ad hoc.
- Mappatura delle competenze: individuazione delle aree di forza e di sviluppo delle risorse umane, diventando un'opportunità di supporto per la gestione strategica aziendale e per le attività di formazione.
- Interventi formativi mirati: consentono, attraverso un lavoro individuale o di gruppo, di stimolare riflessioni sul proprio modo di agire e di adottare comportamenti non sempre funzionali alla vita di un gruppo, sviluppando una maggior fiducia e consapevolezza nel rapporto con l'altro. Gli interventi si focalizzano principalmente su: comunicazione, gestione del conflitto, identificazione e potenziamento di aspetti emotivi.